# Ludwig Schmederer

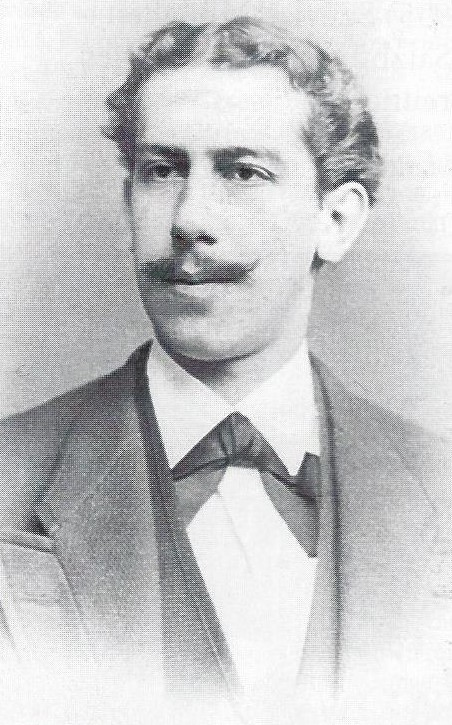
Ludwig Schmederer

Ludwig Schmederer (* 10. Oktober 1846 in München; † 21. Oktober 1935 in Salzburg) war ein deutscher Unternehmer und Mäzen.

## Leben
Schmederer studierte ab 1865 an der Ludwig-Maximilians-Universität München Rechtswissenschaft. 1866 wurde er im Corps Suevia München recipiert. Als er Consenior und zweimal Senior war, verkehrte Richard Wagner bei Suevia. Zu seinen Ehren sangen junge Schwaben 1864 und 1865 in der Nordendhalle einen der Matrosenchöre aus der Oper Der fliegende Holländer, einmal von Wagner selbst dirigiert. Unter Schmederers Seniorat im Wintersemester 1867/1868 wurde Suevia Waffencorps. Das war besonders deshalb bemerkenswert, weil damals die Bayerische Patriotenpartei gegen alles kämpfte, was nicht weiß-blau war.
Nach dem Studium trat er in den väterlichen Betrieb ein, der für sein Salvator-Bier Weltgeltung hatte. Unter Schmederer wuchs das Unternehmen beständig, bis es schließlich in die Aktiengesellschaft Paulanerbräu-Salvatorbrauerei überführt wurde. 1887 übersiedelte Schmederer nach Parsch bei Salzburg, wo er den „Apothekerhof“ kaufte. Die Adelsfamilie Rehlingen hatten ihn 200 Jahre zuvor als Landhaus errichtet. Zu dem 4726 ha großen Besitz gehörten drei Bauernhöfe am Fuße des Gaisbergs. Nach Plänen von Josef Weßicken ließ er sich von Valentin Ceconi die Villa Schmederer bauen. Als Mitglied der Reitervereinigung Salzburg besaß er ein Gestüt und eine Galopprennbahn. Salzburgs Landespräsident Sigmund von Thun und Hohenstein und der Maler Franz Xaver von Pausinger traten 1890 an Schmederer mit der Bitte heran, den in große finanzielle Schwierigkeiten geratenen Salzburger Kunstverein zu retten. Schmederer willigte ein und leitete den Verein als Präsident und Ehrenpräsident über 37 Jahre. 1895 gehörte er zu den Gründern des Salzburger Corpsphilisterverbandes.
In zwei Ehen kinderlos geblieben und mit 89 Jahren überraschend gestorben, wurde der „König von Parsch“ in der Familiengruft auf dem Alten Südfriedhof in München beigesetzt. Den Trauerzug führte die Betriebsgemeinschaft der Paulaner-Thomasbräu AG an. Ihr folgten die Münchner Schwaben in vollen Farben, obwohl die Corps bereits zur Suspension gezwungen worden waren.

## Ehrungen
- Ehrenpräsident des Salzburger Kunstvereins
- Ehrenbürgerwürde der Stadt Salzburg (19. April 1921)[2]
- Ehrenzeichen für Verdienste um die Republik Österreich (1922)[2]